# Matthew Guise-Brown
Matthew Guise-Brown né le 13 septembre 1991 à Pietermaritzburg, est un joueur de hockey sur gazon sud-africain. Il évolue au poste de défenseur au Hampstead & Westminster HC, en Angleterre et avec l'équipe nationale sud-africaine.
Il a participé aux Jeux olympiques d'été de 2020.

## Carrière

### Coupe d'Afrique
- : 2022

### Jeux olympiques
- Premier tour : 2020